# Hołowin
Hołowin (ukr. Головин, Hołowyn) – wieś na Ukrainie, w obwodzie rówieńskim, w rejonie kostopolskim. W 2025 roku liczyła 871 mieszkańców.